# Thomas Eriksson (Eishockeyspieler)
Bo Thomas Eriksson (* 16. Oktober 1959 in Stockholm) ist ein ehemaliger schwedischer Eishockeyspieler, der in seiner aktiven Zeit von 1976 bis 1995 unter anderem für die Philadelphia Flyers in der National Hockey League gespielt hat.

## Karriere
Thomas Eriksson begann seine Karriere als Eishockeyspieler in seiner Heimatstadt in der Nachwuchsabteilung von Djurgårdens IF, für dessen Profimannschaft er in der Saison 1976/77 sein Debüt in der Division 1, der zweiten schwedischen Spielklasse, gab. Mit seiner Mannschaft gelang ihm auf Anhieb der Aufstieg in die Elitserien. In dieser war er drei Jahre lang Stammspieler bei Djurgårdens IF, ehe er zur Saison 1980/81 zu den Philadelphia Flyers wechselte, die ihn bereits im NHL Entry Draft 1979 in der fünften Runde als insgesamt 98. Spieler ausgewählt hatten. In seinem ersten NHL-Jahr erzielte er in insgesamt 31 Spielen ein Tor und zwölf Vorlagen für die Flyers. Den Großteil der Spielzeit verbrachte er allerdings bei Philadelphias Farmteam Maine Mariners in der American Hockey League.
Die Saison 1981/82 begann Eriksson erneut bei den Philadelphia Flyers, bestritt für die Mannschaft jedoch nur ein NHL-Spiel, ehe er zu seinem Heimatverein Djurgårdens IF zurückkehrte. Mit der Mannschaft aus Stockholm gewann er in der Saison 1982/83 erstmals den schwedischen Meistertitel. Im Anschluss an diesen Erfolg erhielt er erneut eine Chance bei den Philadelphia Flyers, für die er in seinem ersten kompletten NHL-Jahr in der Saison 1983/84 in insgesamt 71 Spielen 45 Scorerpunkte, davon elf Tore, erzielte. Aufgrund seiner Leistungen wurde er mit der Wahl in das NHL All-Rookie Team belohnt. In Philadelphia blieb er noch weitere zwei Jahre, ehe er sich ein weiteres Mal Djurgårdens IF anschloss. Mit der Mannschaft wurde er in den Jahren 1989, 1990 und 1991 weitere drei Mal nationaler Meister. Zudem gewann er mit dem Djurgårdens IF 1990 und 1991 jeweils den Eishockey-Europapokal. Er selbst war in seiner Zeit in Stockholm ebenfalls sehr erfolgreich und wurde in den Jahren 1980, 1983, 1990 und 1991 in das schwedische All-Star Team gewählt. Zuletzt lief er in der Saison 1994/95 für den Elitserien-Teilnehmer Västerås IK auf, ehe er seine Karriere im Alter von 35 Jahren beendete. 
Ihm zu Ehren wurde seine Trikotnummer 27 von Djurgårdens IF gesperrt und wird an keinen anderen Spieler mehr vergeben.

### International
Für Schweden nahm Eriksson im Juniorenbereich ausschließlich an der U20-Junioren-Weltmeisterschaft 1979 teil, bei der er mit seiner Mannschaft die Bronzemedaille gewann. 
Im Seniorenbereich stand er im Aufgebot seines Landes bei den Weltmeisterschaften 1979, 1982, 1983, 1989 und 1990 sowie bei den Olympischen Winterspielen 1980 in Lake Placid und 1988 in Calgary. Zudem vertrat er Schweden 1981 und 1984 beim Canada Cup. Bei der WM 1979 sowie den Winterspielen 1980 und 1988 gewann er mit seiner Mannschaft jeweils die Bronze-, bei der WM 1990 die Silbermedaille.

## Erfolge und Auszeichnungen
| - 1977 Aufstieg in die Elitserien mit Djurgårdens IF - 1980 Schwedisches All-Star Team - 1983 Schwedischer Meister mit Djurgårdens IF - 1983 Schwedisches All-Star Team - 1984 NHL All-Rookie Team - 1989 Schwedischer Meister mit Djurgårdens IF | - 1990 Schwedischer Meister mit Djurgårdens IF - 1990 Schwedisches All-Star Team - 1990 Eishockey-Europapokal mit Djurgårdens IF - 1991 Schwedischer Meister mit Djurgårdens IF - 1991 Schwedisches All-Star Team - 1991 Eishockey-Europapokal mit Djurgårdens IF |

### International
| - 1979 Bronzemedaille bei der U20-Junioren-Weltmeisterschaft - 1979 Bronzemedaille bei der Weltmeisterschaft - 1980 Bronzemedaille bei den Olympischen Winterspielen | - 1984 Silbermedaille beim Canada Cup - 1988 Bronzemedaille bei den Olympischen Winterspielen - 1990 Silbermedaille bei der Weltmeisterschaft |